# Morten Rasmussen
Morten Nicolas Rasmussen, detto Duncan (Copenaghen, 31 gennaio 1985), è un ex calciatore danese, di ruolo attaccante.

## Carriera

### Club
Rasmussen è nato a Copenaghen, città nella quale ha vissuto per due anni prima di trasferirsi nelle vicinanze di Aarhus.

#### AGF Aarhus
Rasmussen comincia la sua carriera nelle giovanili dell'AGF Aarhus, squadra con la quale nel 2002 firma un contratto triennale. Fa il suo debutto in campionato nel Maggio del 2002 nella sconfitta per 0-1 contro il Lyngby.
Segna il suo primo gol nella partita vinta per 4-0 contro Silkeborg.
Nella stagione 2005-06, Rasmussen si mette in mostra segnando nella prima parte di campionato 10 gol in 19 partite.
Il giocatore lascerà la l'AGF Aarhus a gennaio 2006, dopo cinque anni di e con 28 gol fatti in 103 partite.

#### Brøndby
Rasmussen viene quindi acquistato dal Brøndby per sostituire l'attaccante Morten Skoubo ceduto al Real Sociedad. La sua stagione però finisce nel marzo 2006 a causa di un infortunio. Chiude il campionato con una rete segnata in solo sei presenze.
La stagione 2006-2007 comincia con tre reti a segno in sole sei partite, prima che un nuovo infortunio nell'agosto 2006 lo blocchi nuovamente. Ritorna in campo nel Febbraio 2007 contribuendo alla vittoria del Brøndby nella Royal League.
Nella stagione 2007-2008 Rasmussen segna sette gol in 19 partite contribuendo alla vittoria della Coppa di Danimarca per poi infortunarsi nuovamente.
La stagione 2008-2009 è stata l'unica nella quale Rasmussen non abbia subito lesioni gravi. In questa stagione segna nove gol in venticinque presenze.

#### Celtic
Rasmussen viene notato in Scozia dopo un esaltate inizio di campionato nella stagione 2009-2010, nella quale segna 12 gol nelle prime 15 partite. Il 26 gennaio 2010 firma un contratto fino al 2013 con il Celtic.

#### Mainz
Nel mese di settembre passa in prestito con diritto di riscatto al Magonza. Debutta con la squadra tedesca il 21 agosto 2010 segnando anche con un colpo di testa. Rasmussen segna anche nella partita successiva giocata contro il Wolfsburg. Il giocatore però nonostante l'ottima partenza, non acquista che un paio di presenze, per questo motivo nel mese di dicembre Il D.s della squadra tedesca, Christian Heidel, annuncia che la società non avrebbe riscattato il giocatore.

#### AaB
Dopo la sua parentesi al Mainz, Rasmussen viene ceduto in prestito al AaB, squadra danese con la quale segna ben sei gol in 14 partite, compreso uno alla sua ex squadra Brøndby.
Alla fine del campionato fa ritorno al Celtic.

#### Sivasspor
Il 6 settembre 2011 viene ceduto in prestito al Sivasspor.

#### Midtjylland
Nell'estate del 2012 viene acquistato dal Midtjylland con cui firma un contratto quadriennale.

## Statistiche

### Cronologia presenze e reti in nazionale
| Cronologia completa delle presenze e delle reti in nazionale ― Danimarca | Cronologia completa delle presenze e delle reti in nazionale ― Danimarca | Cronologia completa delle presenze e delle reti in nazionale ― Danimarca | Cronologia completa delle presenze e delle reti in nazionale ― Danimarca | Cronologia completa delle presenze e delle reti in nazionale ― Danimarca | Cronologia completa delle presenze e delle reti in nazionale ― Danimarca | Cronologia completa delle presenze e delle reti in nazionale ― Danimarca | Cronologia completa delle presenze e delle reti in nazionale ― Danimarca |
| Data                                                                     | Città                                                                    | In casa                                                                  | Risultato                                                                | Ospiti                                                                   | Competizione                                                             | Reti                                                                     | Note                                                                     |
| ------------------------------------------------------------------------ | ------------------------------------------------------------------------ | ------------------------------------------------------------------------ | ------------------------------------------------------------------------ | ------------------------------------------------------------------------ | ------------------------------------------------------------------------ | ------------------------------------------------------------------------ | ------------------------------------------------------------------------ |
| 11-10-2008                                                               | Copenaghen                                                               | Danimarca                                                                | 3 – 0                                                                    | Malta                                                                    | Qual. Mondiali 2010                                                      | -                                                                        | 76’                                                                      |
| 14-11-2009                                                               | Esbjerg                                                                  | Danimarca                                                                | 0 – 0                                                                    | Corea del Sud                                                            | Amichevole                                                               | -                                                                        | 75’                                                                      |
| 18-11-2009                                                               | Aarhus                                                                   | Danimarca                                                                | 3 – 1                                                                    | Stati Uniti                                                              | Amichevole                                                               | -                                                                        | 35’                                                                      |
| 17-1-2010                                                                | Nakhon Ratchasima                                                        | Polonia                                                                  | 1 – 3                                                                    | Danimarca                                                                | Amichevole                                                               | 1                                                                        | 76’                                                                      |
| 20-1-2010                                                                | Nakhon Ratchasima                                                        | Danimarca                                                                | 5 – 1                                                                    | Singapore                                                                | Amichevole                                                               | -                                                                        | 76’                                                                      |
| 12-10-2010                                                               | Copenaghen                                                               | Danimarca                                                                | 2 – 0                                                                    | Cipro                                                                    | Qual. Euro 2012                                                          | 1                                                                        | 46’                                                                      |
| 17-11-2010                                                               | Aarhus                                                                   | Danimarca                                                                | 0 – 0                                                                    | Rep. Ceca                                                                | Amichevole                                                               | -                                                                        | 46’                                                                      |
| 15-10-2013                                                               | Copenaghen                                                               | Danimarca                                                                | 6 – 0                                                                    | Malta                                                                    | Qual. Mondiali 2014                                                      | 2                                                                        | 75’                                                                      |
| 5-3-2014                                                                 | Londra                                                                   | Inghilterra                                                              | 1 – 0                                                                    | Danimarca                                                                | Amichevole                                                               | -                                                                        | 63’ 64’                                                                  |
| 22-5-2014                                                                | Budapest                                                                 | Ungheria                                                                 | 2 – 2                                                                    | Danimarca                                                                | Amichevole                                                               | -                                                                        | 46’                                                                      |
| 28-5-2014                                                                | Copenaghen                                                               | Danimarca                                                                | 1 – 0                                                                    | Svezia                                                                   | Amichevole                                                               | -                                                                        | 84’                                                                      |
| 8-6-2015                                                                 | Viborg                                                                   | Danimarca                                                                | 2 – 1                                                                    | Montenegro                                                               | Amichevole                                                               | -                                                                        | 46’                                                                      |
| 17-11-2015                                                               | Copenaghen                                                               | Danimarca                                                                | 2 – 2                                                                    | Svezia                                                                   | Qual. Euro 2016                                                          | -                                                                        | 60’                                                                      |
| 3-6-2016                                                                 | Toyota                                                                   | Bosnia ed Erzegovina                                                     | 2 – 2 (4 – 3 dtr)                                                        | Danimarca                                                                | Kirin Cup                                                                | -                                                                        |                                                                          |
| 7-6-2016                                                                 | Suita                                                                    | Danimarca                                                                | 4 – 0                                                                    | Bulgaria                                                                 | Kirin Cup                                                                | 1                                                                        | 70’                                                                      |
| Totale                                                                   |                                                                          | Presenze                                                                 | 15                                                                       |                                                                          | Reti                                                                     | 5                                                                        |                                                                          |

## Palmarès

### Club

#### Competizioni nazionali
- Coppa di Danimarca: 1

Brondby: 2007-2008

#### Competizioni internazionali
- Royal League: 1

Brondby: 2006-2007